# Уст-Катав
Уст-Катав (рус. Усть-Катав) град је у Русији у Чељабинској области.

## Становништво
| 1939.  | 1959.  | 1970.  | 1979.  | 1989.  | 2002.  | 2010.  |
| ------ | ------ | ------ | ------ | ------ | ------ | ------ |
| 13.032 | 23.133 | 23.438 | 24.521 | 31.218 | 25.898 | 23.580 |